# Eckhart – mysz o wielkim sercu
Eckhart – mysz o wielkim sercu (ang. Eckhart, 2000–2002) – kanadyjski serial animowany, emitowany dawniej w Wieczorynce w TVP1 i TV Puls. Jest to pierwszy serial wyprodukowany na przełomie XX i XXI wieku. Serial ten liczy 26 odcinków.

## Wersja polska
Wersja polska: Hagi Film i Video Wrocław
Reżyseria: Igor Kujawski
Dialogi: Piotr Skotnicki
Realizacja: Jacek Kaźmierczak i Piotr Madejek
Udział wzięli:
- Magdalena Zając – Eckhart
- Aldona Struzik – Gabrysia
- Elżbieta Golińska – Klara
- Edyta Skarżyńska – Szymek
- Bogna Woźniak – Magda
- Monika Malec – Hela
- Zygmunt Bielawski – Dziadek Tomasz
- Miłogost Reczek – Bosman
- Marian Czerski – Mały
- Bogusław Brzeszczek – Edek
- Krzysztof Dracz – Mingo

i inni

## Postacie
- Eckhart Polny (kan. wersja: Eckhart) – mała mysz, główny bohater serialu. Nosi niebieski sweter i czerwony koszulę. Jest miły i często lubi pomagać, a także krzyżować plany Bosmana – samozwańczego władcy, dyktatora Świątecznej Zatoki.
- Magda Polna (kan. wersja: Mavis) – mała mysz, młodsza siostra Eckharta. Ma talent w rysowaniu.
- Tomasz Polny (kan. wersja: Tomis) – stara mysz, dziadek Eckharta i Magdy, ojciec Klary. Nie ma ogona, a jednocześnie nie jest wyjaśnione, w jakich okolicznościach go stracił. Zawsze służy Eckhartowi radą lub pomocą.
- Klara Polna (kan. wersja: Clara) – mysz, mama Eckharta i Magdy, córka Tomasza. Kochająca mama, która zawsze chroni i pilnuje swoich dzieci. Jej mąż, Juliusz, przed laty wyjechał w daleką podróż, mimo że nie jest wyjaśnione, w jakim celu. Częściej inni zwracają się do niej „Pani Polna”.
- Juliusz Polny – mysz, ojciec Eckharta i Magdy. Nigdy nie pojawił się w serialu. Przed laty, jak twierdzi Klara, wyjechał w podróż, jednak powody jego wyjazdu nie są wyjaśnione. Kiedyś mama Eckharta, by się dowiedzieć, gdzie Juliusz przebywa i kiedy wróci do rodziny, poszła w odwiedziny do wróżki Heli, jednak nic się nie dowiedziała, ponieważ kryształowa kula wróżki została skradziona. Mimo że się potem odnalazła, to Klara nigdy nie zadała Heli pytania ponownie. Istnieje podejrzenie, że Juliusz zostawił rodzinę lub nie żyje.
- Gabrysia (kan. wersja: Bridgid) – mała mysz, najlepsza przyjaciółka Eckharta. Jest bystra, odważna, zwinna i zawsze pełna energii. Jej talentem jest gra na skrzypcach.
- Szymek (kan. wersja: Sweeney) – mała mysz, młodszy brat Gabrysi. Jego najlepszą przyjaciółką jest Magda. Stracił swoją stopę w łapce na myszy.
- Hela (kan. wersja: Madame Thel) – stara mysz, wróżka. Wygląda strasznie, ale w rzeczywistości jest bardzo sympatyczna. Mieszkańcom Świątecznej Zatoki często wróży ze swojej kryształowej kuli. Ona jedyna obok Eckharta wiedziała, jak naprawdę na imię ma Bosman.
- Jędrzej Bąk (Bosman) – Negatywna postać serialu. Samozwańczy dyktator Świątecznej Zatoki. Jest największą i najgrubszą myszą w Świątecznej Zatoce. Ma dwóch służących – Edka i Małego. Chce sprawić, by życie rodziny Polnych, jak i innych biednych myszy było trudniejsze. Wszystkich namawia do złego, ale zawsze przegrywa. Ma siostrę, która ma syna o imieniu Leszek. Gdy ten przyjechał do zatoki, próbował bezskutecznie mianować go swoim następcą. Jego nazwa nie nawiązuje do tematyki marynarskiej, pochodzi od tłumaczenia tej postaci z oryginału (Boss mouse – boss myszy). W polskiej wersji dla wygody zmieniono jego przezwisko, żeby nie mówić długiego, dosłownego tłumaczenia.
- Edek (kan. wersja: Ned) – ślamazarna mysz, służący Bosmana. Jest niezdarny i niezbyt inteligentny, choć zgrywa cwaniaka.
- Mały (kan. wersja: Shorty) – ślamazarna mysz, służący Bosmana. Jest wprost niewyobrażalnie niezdarny, ale w gruncie rzeczy poczciwy.
- Kaleb (kan. wersja: Caleb) – stara mysz, marynarz. Dawny przyjaciel Tomasza. Jak sam twierdzi, znajomość z przyjacielem wiele lat temu zakończyła kłótnia, jednak dzięki Eckhartowi starzy przyjaciele pogodzili się. Jego pasją jest żegluga morska.
- Leszek – mała mysz, przyjaciel Eckharta, Gabrysi, Szymka i Magdy, siostrzeniec Bosmana. Pochodzi z miasta, gdzie mieszka z rodzicami. Gdy przybył do Świątecznej Zatoki, Bosman chciał wyszkolić go na swojego następcę, ale razem z przyjaciółmi nie dopuścił do tego. W innym odcinku Leszek pojawia się znowu i tym razem zaprasza Eckharta do swojego domu w mieście. W swoim domu, jego ojciec posiada swój gabinet, do którego Leszek nie może wchodzić, jednak często to robi.
- Luiza – mysz, mama Leszka. Jest siostrą Bosmana. Wraz z rodziną mieszka w mieście.
- Ojciec Leszka – mysz, tata Leszka. Wraz z rodziną mieszka w mieście. Jego najcenniejszą rzeczą jest złoty ząb należący do jego ojca.
- Romuald III (kan. wersja sir Rosvald) – stary skunks, znajomy Eckharta. Mówi o sobie, że jest gentlemanem, typ eleganckiego, trochę przedwojennego angielskiego lorda.
- Sroka – sroka, przyjaciółka Eckharta. Lubi zbierać wszystko, co błyszczące, jest strasznie pazerna na błyskotki, ale zawsze pomaga Eckhartowi, jak ją poprosi, oczywiście za zapłatą.
- Mingo – jest myszą, lotnikiem i podróżnikiem, trochę zapatrzony w siebie, opowiada niestworzone historie, które rzekomo mu się przydarzyły. Występuje tylko w dwóch odcinkach.

## Spis odcinków
| N/o            | Polski tytuł                    | Angielski tytuł                |
| -------------- | ------------------------------- | ------------------------------ |
|                |                                 |                                |
| SERIA PIERWSZA |                                 |                                |
|                |                                 |                                |
| 01             | Klucz                           | The Key                        |
|                |                                 |                                |
| 02             | O dużym znaczeniu małych rzeczy | Small Things Make A Difference |
|                |                                 |                                |
| 03             | Bal przebierańców               | Mouse Mask                     |
|                |                                 |                                |
| 04             | Smak wiosny                     | How Sweet It Is                |
|                |                                 |                                |
| 05             | Rozbitek                        | Came A Stranger                |
|                |                                 |                                |
| 06             | Ukryty skarb                    | Hidden Treasure                |
|                |                                 |                                |
| 07             | Pozory mylą                     | Nose of the Beholder           |
|                |                                 |                                |
| 08             | Wiara czyni cuda                | A Leap Of Faith                |
|                |                                 |                                |
| 09             | Odwaga                          | Eckhart The Brave              |
|                |                                 |                                |
| 10             | Wielki bieg                     | The Big Race                   |
|                |                                 |                                |
| 11             | Na ratunek Bosmanowi            | Saving Boss Mouse              |
|                |                                 |                                |
| 12             | Próżne gadanie                  | Hot Air                        |
|                |                                 |                                |
| 13             | Opowieść o smoku                | A Dragon Tail                  |
|                |                                 |                                |
| 14             | Zakupy na raty                  | Buy now, Pay later             |
|                |                                 |                                |
| 15             | Godny potomek                   | Chip off the old Block         |
|                |                                 |                                |
| 16             | Mali podróżnicy                 | Boxcar Buddies                 |
|                |                                 |                                |
| 17             | Mysia majówka                   | Mouse May Fair                 |
|                |                                 |                                |
| 18             | Molly Mgiełka                   | Molly the Mist                 |
|                |                                 |                                |
| 19             | Mała mysz w wielkim mieście     | Little Mouse Big City          |
|                |                                 |                                |
| 20             | Prezent dla mamy                | A Special Gift                 |
|                |                                 |                                |
| 21             | Opowieść o lisicy               | Foxy Tail                      |
|                |                                 |                                |
| 22             | Wolność dla wszystkich          | Freedom for All                |
|                |                                 |                                |
| 23             | Regaty                          | The Regatta                    |
|                |                                 |                                |
| 24             | Sok szczęścia                   | Happy Juice                    |
|                |                                 |                                |
| 25             | O zaletach długiego ogona       | Blessings in Burdens           |
|                |                                 |                                |
| 26             | Szkoła latania                  | Flight School                  |
|                |                                 |                                |